# Larry Gatlin
Larry Wayne Gatlin (né le 2 mai 1948) est un chanteur et compositeur américain de country et de gospel.